# Adam Levine
Adam Noah Levine (Los Angeles, Californië, Verenigde Staten, 18 maart 1979) is een Amerikaanse popzanger en gitarist. Hij is vooral bekend als leadzanger en gitarist van de Californische popband Maroon 5.

## Carrière

### Muziek
Op de middelbare school kwam Levine de huidige leden van Maroon 5 tegen. De band heette in eerste instantie Kara's Flowers, maar nadat hun eerste cd niet echt succesvol bleek te zijn, veranderden ze hun naam in Maroon 5. De band beleefde in 2004 haar wereldwijde doorbraak met het nummer This love, afkomstig van het in 2002 verschenen debuutalbum Songs about Jane. Maroon 5 bracht door de jaren heen zes studioalbums uit en scoorde internationaal nog meer grote hits met nummers als She will be loved (2004), Makes me wonder (2007), Moves like Jagger (2011), Payphone (2012), One more night (2012), What lovers do (2017) en Girls Like You (2017). Levine groeide uit tot een internationale beroemdheid.
Zonder Maroon 5 bracht Levine ook enkele singles uit, waaronder samenwerkingen met onder anderen Kanye West, Natasha Bedingfield, 50 Cent en Eminem. Ook werkte hij samen met onder anderen Alicia Keys en Slash.
Levine heeft zijn eigen platenlabel: 222 Records. Voor zijn muzikale werk kreeg hij in 2017 een ster op de Hollywood Walk of Fame.

### Televisie en film
Levines televisiecarrière begon in 1997 met een rolletje in Beverly Hills, 90210. Optredens en rollen in 30 Rock, Saturday Night Live, American Horror Story: Asylum en als stemacteur in Family Guy volgden. Van 2011 tot 2019 was hij coach in de Amerikaanse The Voice.
In Begin Again (2013) debuteerde Levine onbetaald op het witte doek. Kleine rollen in de documentaire Unity en de Deense comedyfilm Klovn Forever volgden in 2015.

### Geur- en kledinglijn
In 2013 lanceerde Levine zijn eigen parfumlijn. In datzelfde jaar werkte hij samen met de Amerikaanse winkel Kmart en ShopYourWay.com om zijn eigen kledinglijn voor mannen te ontwikkelen.

### Privé
Levine is een zoon van Patsy Noah en Fred Levine. Hij is getrouwd met Victoria's Secret-model Behati Prinsloo. Samen hebben ze twee dochters (geboren in 2016 en 2018).

## Discografie

### Singles
| Single met eventuele hitnotering(en) in de Nederlandse Top 40 | Datum van verschijnen | Datum van binnenkomst | Hoogste positie | Aantal weken | Opmerkingen                                                      |
| ------------------------------------------------------------- | --------------------- | --------------------- | --------------- | ------------ | ---------------------------------------------------------------- |
| Heard 'Em Say                                                 | 2006                  | 11-02-2006            | tip12           | -            | met Kanye West / Nr. 67 in de Single Top 100                     |
| Bang Bang                                                     | 2010                  | 07-08-2010            | tip12           | -            | met K'naan                                                       |
| Stereo Hearts                                                 | 2011                  | 30-07-2011            | 8               | 17           | met Gym Class Heroes / Nr. 26 in de Single Top 100 / Alarmschijf |
| My Life                                                       | 26-11-2012            | -                     |                 |              | met 50 Cent & Eminem / Nr. 89 in de Single Top 100               |
| Yolo                                                          | 2013                  | 09-02-2013            | tip17           | -            | met The Lonely Island & Kendrick Lamar                           |
| Locked Away                                                   | 2015                  | 25-07-2015            | 4               | 25           | met R. City / Nr. 4 in de Single Top 100 / Alarmschijf           |
| Lifestyle                                                     | 2021                  | 30-01-2021            | 17              | 10           | met Jason Derulo / Alarmschijf                                   |

| Single met hitnotering(en) in de Vlaamse Ultratop 50 | Datum van verschijnen | Datum van binnenkomst | Hoogste positie | Aantal weken | Opmerkingen                            |
| ---------------------------------------------------- | --------------------- | --------------------- | --------------- | ------------ | -------------------------------------- |
| Stereo Hearts                                        | 2011                  | 01-10-2011            | tip4            | -            | met Gym Class Heroes                   |
| My Life                                              | 2012                  | 01-12-2012            | tip2            | -            | met 50 Cent & Eminem                   |
| Yolo                                                 | 2013                  | 09-02-2013            | tip36           | -            | met The Lonely Island & Kendrick Lamar |
| Locked Away                                          | 2015                  | 19-09-2015            | 2               | 22           | met R. City                            |
| Lifestyle                                            | 2021                  | 06-02-2021            | tip48           | -            | met Jason Derulo                       |

- Bibsys: 10003034
- Biblioteca Nacional de España: XX5815715
- Bibliothèque nationale de France: cb16608655w (data)
- Gemeinsame Normdatei: 13543520X
- International Standard Name Identifier: 0000 0001 1448 3988
- Library of Congress Control Number: no2006013632
- MusicBrainz: a1421d73-1a21-484b-97ad-77c9a5676daf
- Nationale Bibliotheek van Tsjechië: xx0201506
- Nationale bibliotheek van Australië: 61458404
- Nederlandse Thesaurus van Auteursnamen: 416828817
- Système universitaire de documentation: 226676285
- Trove: 1822301
- Virtual International Authority File: 76062801
- WorldCat: E39PBJjRW3JY36mj7bMHbr7JXd